# Würzburg
Würzburg (bavarski: Wirzburg) njemački je grad u saveznoj pokrajini Bavarskoj. Grad leži na rijeci Majni, oko 115 km od Frankfurta i 90 km od Nürnberga. U 2004. je Würzburg proslavio 1300 godina postojanja.
Palača u Würzburgu je 1981. god. uvrštena na UNESCO-ov popis mjesta svjetske baštine u Europi.
U gradu se nalazi i poznata tvrđava Marienberg.

## Geografija
Würzburg leži na obalama rijeke Majne u regiji Donja Frankonija na sjeveru pokrajine Bavarska, Njemačka. Srce grada nalazi se na lokalnoj istočnoj (desnoj) obali. Grad je okružen Landkreis Würzburg, ali nije njegov dio.
Würzburg se prostire na površini od 87,6 četvornih kilometara i leži na nadmorskoj visini od oko 177 metara.
Od ukupne općinske površine, u 2007. godini građevinska površina činila je 30%, zatim poljoprivredno zemljište (27,9%), šumarstvo/drvo (15,5%), zelene površine (12,7%), promet (5,4%), voda (1,2%) i drugi (7,3%).
Središte Würzburga okruženo je brdima. Na zapadu se nalazi 266 metara Marienberg i Nikolausberg (359 m) južno od njega. Glavna teče kroz Würzburg s jugoistoka na sjeverozapad.

## Galerija slika
- Würzburg

## Vanjske poveznice
- Službena stranica

### Ostali projekti
|  | Zajednički poslužitelj ima još gradiva o temi Würzburg |